# وسوسه باشکوه (فیلم ۱۹۳۵)
وسوسه باشکوه (انگلیسی: Magnificent Obsession) فیلمی در ژانر درام به کارگردانی جان ام. استال است که در سال ۱۹۳۵ منتشر شد.

## بازیگران
- آیرین دان
- رابرت تیلور
- چارلز باتروورث
- آندرا لیدز
- آرتور هویت
- آرتور تریچر
- برل مرسر
- هنری آرمتا
- جویس کامپتون
- لوسیل براون
- رالف مورگن
- سارا هادن
- کرافورد کنت
- ادوارد اِرل
- ویلیام ان. بیلی
- هری واتسون
- جرج دیویس